# تکذبان اسماعیلوا
تکذبان محرم قیزی اسماعیلوا (ترکی آذربایجانی: Tükəzban Məhərrəm qızı İsmayılova ; 21 دسامبر ۱۹۲۳ – ۲۴ مارس ۲۰۰۸) خواننده آذربایجانی، هنرمند خلق جمهوری آذربایجان، محقق شخصی جمهوری آذربایجان بود.

## زندگی و شغل
تکذبان اسماعیلوا در ۲۱ دسامبر سال ۱۹۲۳ در شهر باکو متولد شد. در سالهای ۱۹۳۹–۱۹۴۴ او در کالج موسیقی عاصف زیناللی تحصیل کرد و به عنوان خواننده حرفه ای شروع به اجرا کرد. از سال ۱۰۳۰ تا ۱۹۴۶ تکذبان به اجرا در ارکستر فیلارمونیک دولت آذربایجان پرداخت.
او در سال ۱۹۴۲ با مظاهر قلی اف ازدواج کرد که با او صاحب یک دختر الهمه شد، اما این زوج زمانی که دخترشان ۵ ساله بود از هم جدا شدند. اسمایلووا پس از طلاق با حبیب بایراموف نوازنده تار ازدواج کرد.
در طول جنگ جهانی دوم، اسماعیلوا به عنوان بخشی از تیپ تبلیغاتی در جبهه کنسرت برگزار کرد. در سال ۱۹۴۴ به عنوان خواننده در کمیته رادیو آذربایجان فعالیت خود را آغاز کرد.
در سال‌های ۱۹۴۶–۱۹۴۹، اسماعیلوا تک‌نواز گروه کر کمیته پخش رادیو آذربایجان بود.
از سال ۱۹۴۸ تا ۱۹۵۶، او دوباره سولیست فیلارمونیک دولتی آذربایجان بود. پس از تبدیل بخش کنسرت انجمن فیلارمونیک به سازمان «صحنه دولتی آذربایجان» در سال ۱۹۵۶، اسماعیلوا تا سال ۱۹۶۲ در اینجا کار کرد.
او از سال ۱۹۶۲ تا ۱۹۷۸ سولیست انجمن فیلارمونیک دولتی آذربایجان بود.
از سال ۱۹۸۵، اسماعیلوا شروع به تدریس در ورزشگاه دولتی هنر کرد.
اسماعیلوا در سال ۱۹۹۳ عنوان هنرمند خلق جمهوری آذربایجان را دریافت کرد.
رپرتوار اسماعیلوا شامل آثار آهنگسازان آذربایجانی، ترانه‌های محلی و مو سیقی مقامی آذربایجان بود.
</ref> بیشتر آثار توکزبان اسماعیلوا در حال حاضر جزو آثار طلایی نگهداری می‌شود. اسماعیلوا در طول کار خود در کشورهای خارجی به نمایندگی از آذربایجان در آلمان، لهستان، عراق، ایران، ترکیه، مصر، الجزایر و غیره تور برگزار کرد.
اسماعیلوا پس از مرگ همسر دومش حبیب بایراموف در سال ۱۹۹۴ صحنه را ترک کرد و خود را وقف تدریس کرد و از سال ۱۹۹۴ تا ۲۰۰۴ به عنوان معلم در سالن ورزشی هنر مشغول به کار شد.
در سال ۱۹۹۸ به او نشان افتخار جمهوری آذربایجان اعطا شد.
تکذبان اسماعیلوا در ۲۴ مارس ۲۰۰۸ در سن ۸۵ سالگی در باکو فوت کرد.
در سال ۲۰۱۹، کنسرتی به یاد اسماعیلوا در مرکز بین‌المللی موغام به عنوان بخشی از پروژه «خالقان و بازماندگان» برگزار شد. قرار است نقش برجسته ای از اسماعیلوا و همسرش حبیب بایراموف در مقابل خانه آنها نصب شود.

## فیلم‌شناسی
- (۱۹۵۶) مشهدی عباد (او اولماسین بو اولسون)
- Havalansın Xanın Səsi (2001)
- Oxuyan Ürəkdir (2003)

## جوایز
- هنرمند خلق آذربایجان (۱۹۹۳)
- سفارش شهرات (۱۹۹۸)
- بورسیه افتخاری رئیس‌جمهور آذربایجان